# Всеобщие выборы в Буркина-Фасо (2015)
Всеобщие выборы в Буркина-Фасо (2015) — досрочные президентские и парламентские выборы в Буркина-Фасо, которые состоялись 29 ноября 2015 года. Причиной проведения досрочных выборов стала отставка президента Буркина-Фасо Блез Компаоре.

## Предыстория
31 октября 2014 года, после продолжительных беспорядков, президент Буркина-Фасо Блез Компаоре объявил о своей отставке с поста президента и о проведении выборов в ближайшие 90 дней. В этот же день командующий вооруженными силами Буркина-Фасо генерал Оноре Траоре заявил, что берёт на себя обязанности президента и объявил о подготовке к новым выборам.
22 января 2015 года исполняющий обязанности президента Буркина-Фасо Мишель Кафандо объявил, что выборы пройдут 11 октября 2015 года, а также что в этих выборах не будут участвовать нынешние члены правительства:
Если не произойдёт каких-либо инцидентов, если выборы пройдут нормально, то мы торжественно передадим власть тем кто победил на выборах в ноябре 2015 года.

## Президентские выборы

### Кандидаты

#### Кауме Лонге
| Кауме Лонге родился в Буркина-Фасо и являлся министром обороны страны в 2000—2004 годах. Принял непосредственное участие в восстании в Буркина-Фасо. После отставки Блеза Компаоре заявил о возможном участии в выборах президента. |

### Результаты выборов
|                            | Кандидат                          | Партия                                      | Результат | Результат |
| Голоса                     | Кандидат                          | Партия                                      | %         |           |
| -------------------------- | --------------------------------- | ------------------------------------------- | --------- | --------- |
|                            | Рок Каборе                        | Народное движение за прогресс               | 1 668 169 | 53,49     |
|                            | Зефирен Диабре                    | Союз за прогресс и реформы                  | 924 811   | 29,65     |
|                            | Таиру Барри                       | Партия национального возрождения            | 96 457    | 3,09      |
|                            | Беневенде Станислас Санкара       | Союз для возрождения/Санкаристское движение | 86 459    | 2,77      |
|                            | Аблассе Уэдраого                  | Другое Фасо                                 | 60 134    | 1,93      |
|                            | Саран Сереме                      | Партия за развитие и перемены               | 53,900    | 1,73      |
|                            | Викторьен Барнабе Вендкуни Тугума | Африканское движение народов                | 50 893    | 1,63      |
|                            | Жан-Батист Натама                 | независимый                                 | 42 497    | 1,36      |
|                            | Исаака Зампалигре                 | независимый                                 | 38 064    | 1,22      |
|                            | Дама Каназо                       | независимый                                 | 37,766    | 1,21      |
|                            | Рам Уэдраого                      | Объединение экологистов Буркина             | 21 161    | 0,68      |
|                            | Морис Дени Сальвадор Ямеого       | Объединение демократов Фасо                 | 15 266    | 0,49      |
|                            | Букаре Уэдраого                   | независимый                                 | 15 007    | 0,48      |
|                            | Франсуаза Тоу                     | независимая                                 | 8 111     | 0,26      |
| Всего голосов              | Всего голосов                     | Всего голосов                               | 3 118 695 | 100,00    |
| Недействительные бюллетени | Недействительные бюллетени        | Недействительные бюллетени                  | 191 293   | 5,78      |
| Всего бюллетеней           | Всего бюллетеней                  | Всего бюллетеней                            | 3 309 988 | 100,00    |
| Избиратели / Явка          | Избиратели / Явка                 | Избиратели / Явка                           | 5 517 015 | 60,00     |
| Источник: CENI             |                                   |                                             |           |           |

## Парламентские выборы

### Электоральная система
Буркина-Фасо имеет однопалатный парламент — Национальную ассамблею — 127 членов которой избираются сроком на 5 лет по партийным спискам. Из них 111 мандатов распределяются по 45 многомандатным (от 2 до 9) избирательным округам, а 16 по общенациональному списку.

### Результаты выборов
|                            | Партия                                                                     | Голосов   | %      | Места  | Места | Места | Места |
| Округ                      | Партия                                                                     | Голосов   | %      | Список | Всего | +/–   |       |
| -------------------------- | -------------------------------------------------------------------------- | --------- | ------ | ------ | ----- | ----- | ----- |
|                            | Народное движение за прогресс                                              | 1 096 814 | 34,71  | 49     | 6     | 55    | новая |
|                            | Союз за прогресс и реформы                                                 | 648 784   | 20,53  | 30     | 3     | 33    | +14   |
|                            | Конгресс за демократию и прогресс                                          | 417 058   | 13,20  | 16     | 2     | 18    | –52   |
|                            | Новый альянс Фасо                                                          | 130 963   | 4,14   | 1      | 1     | 2     | новая |
|                            | Союз для возрождения/Санкаристское движение                                | 118 662   | 3,76   | 4      | 1     | 5     | +1    |
|                            | Альянс за демократию и федерацию — Африканское демократическое объединение | 96 614    | 3,06   | 2      | 1     | 3     | –15   |
|                            | Новая эра для демократии                                                   | 70 374    | 2,23   | 2      | 1     | 3     | новая |
|                            | Партия национального возрождения                                           | 59 421    | 1,88   | 1      | 1     | 2     | +2    |
|                            | Партия за демократию и социализм / Метба                                   | 58 589    | 1,85   | 1      | 0     | 1     | –1    |
|                            | Другое Фасо                                                                | 45 405    | 1,44   | 1      | 0     | 1     | 0     |
|                            | Партия за развитие и перемены                                              | 43 614    | 1,38   | 0      | 0     | -     | новая |
|                            | Организация за демократию и труд                                           | 28 469    | 0,90   | 1      | 0     | 1     | 0     |
|                            | Союз за новую Буркина                                                      | 27 147    | 0,86   | 1      | 0     | 1     | новая |
|                            | Объединение за демократию и социализм                                      | 25 783    | 0,82   | 1      | 0     | 1     | 0     |
|                            | Фронт социальных сил                                                       | 21,030    | 0,67   | 0      | 0     | 0     | 0     |
|                            | Движение за демократию в Африке                                            | 18 310    | 0,58   | 1      | 0     | 1     | новая |
|                            | другие 83 партии                                                           | 252 613   | 7,99   | 0      | 0     | 0     |       |
| Всего голосов              | Всего голосов                                                              | 3 159 650 | 100,00 |        |       |       |       |
| Недействительные бюллетени | Недействительные бюллетени                                                 | 157 543   | 4,75   |        |       |       |       |
| Всего бюллетеней           | Всего бюллетеней                                                           | 3 317 193 | 100,00 |        |       |       |       |
| Избиратели / Явка          | Избиратели / Явка                                                          | 5 517 015 | 60,13  |        |       |       |       |
| Источник: INEC             |                                                                            |           |        |        |       |       |       |